# T-splitsing

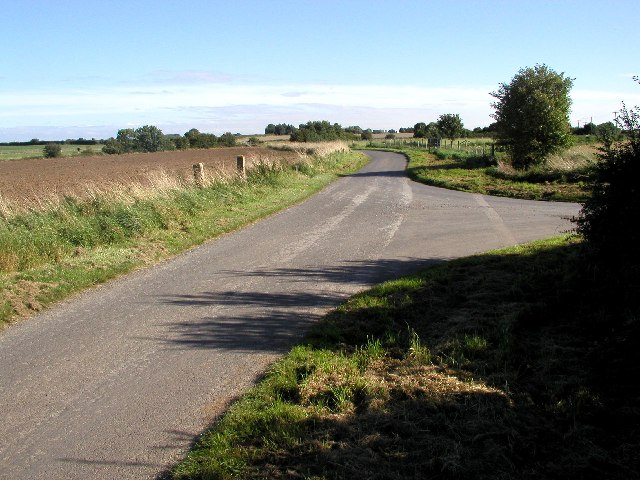
T-splitsing

Een T-splitsing of T-kruising is een kruispunt waar een zijweg op een doorgaande weg uitkomt. Een T-splitsing, een driesprong en een Y-splitsing lijken veel op elkaar. De doorgaande weg is op een T-splitsing meestal een voorrangsweg en de zijweg wordt vanwege de verkeersveiligheid ook meestal loodrecht op de doorgaande weg aangesloten.  
Bajonetkruispunt · Continuous-flow intersection · Driesprong (T-splitsing, Y-splitsing) · Hook turn · Jughandle · Kwadrantkruispunt · Michigan left · Superstreet · Viersprong